# کریسمس مبارک، آقای لارنس
کریسمس مبارک، آقای لارنس (به انگلیسی: Merry Christmas, Mr. Lawrence) یک فیلم درام جنگی به کارگردانی ناگیسا اوشیما است که در سال ۱۹۸۳ منتشر شد.
این فیلم که محصول مشترک انگلستان و ژاپن است در سال ۱۹۸۳ برای بدست آوردن نخل طلایی در جشنواره فیلم کن حضور داشت و موسیقی متن آن برندهٔ جایزهٔ «بفتا» شد.